# Пришла и говорю (концертная программа)
«Пришла́ и говорю́» — концертная программа 1984—1985 годов Аллы Пугачёвой. Автором сценария и режиссёром-постановщиком программы выступила сама Алла Пугачёва. Название программы определила одноимённая песня Аллы Пугачёвой на стихотворение Беллы Ахмадулиной «Взойти на сцену». Премьера программы состоялась в 2 июня 1984 года в Москве в СК «Олимпийский». Затем в течение 1984—1985 годов певица представила её зрителям Ленинграда, Еревана, Донецка и Владивостока.
Созданием этой концертной программы ознаменовался новый этап творчества Аллы Пугачёвой. «Пришла и говорю» по концепции существенно отличалась от предыдущей программы «Монологи певицы» (1981—1983): она была рассчитана на большие площадки (дворцы спорта и стадионы) и являлась более зрелищной, каждая песня сопровождалась хореографическим номером, определёнными декорациями и визуально-художественными эффектами. В своих интервью и афишах певица позиционировала новую программу не просто как сольный концерт, а как театрализованное представление. По итогам программы на Мосфильме был снят одноимённый документально-художественный кинофильм (1985), а также выпущен одноимённый альбом (1987).

## История
В 1981 году Пугачёва окончила режиссёрский факультет ГИТИСа по специальности «Эстрадная режиссура». В качестве дипломной работы как режиссёр-постановщик она выпустила сольную концертную программу «Монологи певицы», с которой выступала в 1981—1983 годах. По подаче песенного материала программа была камерной и показывалась, как правило, на относительно малых концертных площадках. Уже в 1983 году во многих своих интервью певица сообщала, что планирует создать новую, более зрелищную концертную программу, концептуально отличающуюся от предыдущей. По замыслу певицы она должна была быть рассчитана на большие концертные площадки (дворцы спорта и стадионы) и являться не просто сольным концертом, а неким грандиозным эстрадным театрализованным шоу-представлением, в котором могли бы задействоваться определённые визуально-художественные эффекты, декорации и танцевальные номера, осмысляющие каждую песню.
В начале 1984 года Пугачёва начала подготовку к созданию новой программы. Она начала сотрудничество с танцевальным балетом «Экспрессия», в составе которого в то время выступал Борис Моисеев. Художниками Рафаилом Казачеком и Анатолием Исаенко велась работа по созданию декораций к программе. Также модельерами Аркадием Мамаевым, Еленой Пелевиной и Валерием Ашиковым для Пугачёвой были созданы новые сценические костюмы. Они представляли собой традиционные для того периода творчества певицы балахоны разных расцветок и фасонов. Если в предыдущей программе Пугачёва в течение одного концерта использовала один балахон, то в новой программе предполагалась смена нескольких сценических костюмов за один концерт. Этого требовала концепция большого театрализованного представления, каким должна была стать новая программа. В репертуаре певицы появился ряд новых песен, которые она готовила для новой программы. Зимой—весной 1984 года Пугачёва дала концерты Москве, Таллине и Вильнюсе. По трек-листу и сценической подаче песен эти концерты представляли собой симбиоз её предыдущей программы «Монологи певицы» и запланированной «Пришла и говорю». Таким образом, Пугачёва обкатывала новую программу в сыром виде перед премьерой.
Премьера концертной программы «Пришла и говорю» состоялась 2 июня 1984 года в Москве в СК «Олимпийский». Всего было дано 12 концертов. Последний концерт был дан 17 июня, в день, когда скончалась Клавдия Шульженко. Растроганная Пугачёва по этому поводу перед заключительной песней произнесла длинный монолог. В июле 1984 года Пугачёва представила новую концертную программу зрителям Ленинграда, в сентябре—октябре того же года — зрителям Еревана и в ноябре того же года — повторно зрителям Москвы.
Многочисленные турне певицы по странам Скандинавии, съёмки в кинофильмах «Сезон чудес» и «Пришла и говорю», серия совместных концертов с группой «Herreys» в рамках концертной программы «Алла Пугачёва представляет...»,  а также совместные выступления с Удо Линденбергом и Дином Ридом в рамках XII Всемирного фестиваля молодёжи и студентов не позволили ей в 1984—1985 годах в полной мере представить концертную программу в крупных городах СССР. Так, программа была показана лишь в пяти городах: Москве, Ленинграде, Ереване, Донецке и Владивостоке. В отличие от «Монологов певицы», которые показывались в течение около трёх лет во многих городах СССР и за рубежом, «Пришла и говорю» продержалась всего год (с лета 1984 года по лето 1985 года) и не демонстрировалась за пределами СССР. В конце 1985 года у Пугачёвой завязались тесные сотрудничества с западногерманским рок-исполнителем Удо Линденбергом и советским исполнителем и гитаристом Владимиром Кузьминым и сменился творческий имидж. Этими сотрудничествами ознаменовался новый, т. н. «молодёжный»  период в творчестве Пугачёвой и программу «Пришла и говорю» она больше не демонстрировала. Однако в концертах второй половины 1980-х годов оставались многие песни из этой программы, а балетное три «Экспрессия» сопровождало её концерты до середины 1987 года.

## Даты концертов
| Дата                                 | Город       | Концертная площадка    | Количество концертов |
| ------------------------------------ | ----------- | ---------------------- | -------------------- |
| 2—5, 8—12, 15—17 июня 1984           | Москва      | СК «Олимпийский»       | 12                   |
| 1—3, 6—10, 13—17 июля 1984           | Ленинград   | СКК им. Ленина         | 13                   |
| 27 сентября—4 октября 1984           | Ереван      | Стадион «Раздан»       | 3                    |
| 3—5, 7—11 ноября 1984                | Москва      | СК «Олимпийский»       | 8                    |
| 22 февраля—3 марта, 12—17 марта 1985 | Москва      | ГЦКЗ «Россия»          | 16                   |
| 10—19 июля 1985                      | Донецк      | Дворец спорта «Дружба» | 8                    |
| 24—26 июля 1985                      | Москва      | ГЦКЗ «Россия»          | 3                    |
| 10—13, 16—19, 22—24 августа 1985     | Владивосток | Областной цирк         | 12                   |
| Всего:                               | 5 городов   | 6 концертных площадок  | 75 концертов         |

## Список композиций
| №   | Название                  | Текст песни                     | Музыка                | Примечание | Длительность |
| --- | ------------------------- | ------------------------------- | --------------------- | --- | ------------ |
| 1.  | «Начало»                  |                                 | Алла Пугачёва         | Интродукция |              |
| 2.  | «Мне судьба такая выпала» | Илья Резник                     | Алла Пугачёва         | |              |
| 3.  | «Так дурно жить»          | Белла Ахмадулина                | Алла Пугачёва         | |              |
| 4.  | «Пришла и говорю»         | Белла Ахмадулина                | Алла Пугачёва         | |              |
| 5.  | «Канатоходка»             | Илья Резник                     | Алла Пугачёва         | |              |
| 6.  | «Цыганский хор»           | Илья Резник                     | Владимир Шаинский     | |              |
| 7.  | «Святая ложь»             | Илья Резник                     | Алла Пугачёва         | |              |
| 8.  | «Осень»                   | Алла Пугачёва                   | Алла Пугачёва         | |              |
| 9.  | «Гонка»                   | Борис Баркас                    | Алла Пугачёва         | |              |
| 10. | «Тот, кто идёт за мной»   | Маргарита Пушкина, Борис Баркас | Александр Ситковецкий | Исполнялась на концертах в Ленинграде в июле 1984 года |              |
| 11. | «Айсберг»                 | Лидия Козлова                   | Игорь Николаев        | |              |
| 12. | «Держи меня, соломинка»   | Илья Резник                     | Алла Пугачёва         | |              |
| 13. | «Расскажите, птицы»       | Игорь Николаев                  | Игорь Николаев        | |              |
| 14. | «XX век»                  | Илья Резник                     | Игорь Николаев        | |              |
| 15. | «Кошки»                   | Алла Пугачёва                   | Алла Пугачёва         | |              |
| 16. | «Бумажный змей»           | Резников Виктор                 | Резников Виктор       | |              |
| 17. | «Терема»                  | Борис Вахнюк                    | Алла Пугачёва         | |              |
| 18. | «Самолёты улетают»        | Алла Пугачёва                   | Алла Пугачёва         | |              |
| 19. | «Ах, как хочется жить»    | Диомид Костюрин                 | Алла Пугачёва         | |              |
| 20. | «Когда я уйду»            | Илья Резник                     | Алла Пугачёва         | |              |
| 21. | «Песня на бис»            | Андрей Вознесенский             | Раймонд Паулс         | |              |
| 22. | «Кукушка»                 | Михаил Пляцковский              | Никита Богословский   | |              |
| 23. | «И в этом вся моя вина»   | Илья Резник                     | Алла Пугачёва         | С 1985 года |              |
| 24. | «Без меня»                | Илья Резник                     | Раймонд Паулс         | С 1985 года |              |
| 25. | «Годы мои»                | Илья Резник                     | Алла Пугачёва         | С 1985 года |              |
| 26. | «Миллион алых роз»        | Андрей Вознесенский             | Раймонд Паулс         | С 1985 года |              |
| 27. | «Владивосток»             | Игорь Николаев                  | Игорь Николаев        | Исполнялась на концертах во Владивостоке в августе 1985 года |              |
| 28. | «Прости, поверь»          | Игорь Николаев                  | Игорь Николаев        | С 1985 года |              |
| 29. | «Воздушное адажио»        |                                 |                       | Цирковой номер, исп. артисты цирка Наталья Васильева, Юрий Александров. Исполнялся на концертах в Москве в июне и ноябре 1984 года, в Ленинграде в июле 1984 года |              |
| 30. | «Эквилибр в кольце»       |                                 |                       | Цирковой номер, исп. артисты цирка Нина Бернадская, Эдуард Бернадский, Ахмед Дианов. Исполнялся на концертах в Москве в июне 1984 года                            |              |
| 31. | «Голуби»                  |                                 |                       | Цирковой номер, исп. артистка цирка Нэлла Горячева. Исполнялся на концертах в Ленинграде в июле 1984 года                                                         |              |

Пугачёва также планировала включить в концертную программу песни «Как тревожен этот путь», «Когда я буду бабушкой», «Старинные часы», «Скупимся на любовь», «Романс». Они были указаны предварительных рекламных программах, напечатанных весной 1984 года, до премьеры. Однако в программу они так и не попали.

## Создатели
- Участники:
  - Исполнитель — Алла Пугачёва
  - Музыканты — группа «Рецитал», руководитель Руслан Горобец
  - Танцевальная группа:
    - балетное трио «Экспрессия» (Борис Моисеев, Лари Хитана, Людмила Чеснулявичюте)
    - группа балета под упр. Людмилы и Александра Ефремовых
    - спортивно-эстрадный ансамбль «Лидер» (художественный руководитель — Ирина Скобелева)

  - Артисты цирка — Наталья Васильева, Юрий Александров, Нина Бернадская, Эдуард Бернадский, Ахмед Дианов, Нэлла Горячева
- Режиссёры-постановщики — Алла Пугачёва, Виль Головко
- Автор сценария — Алла Пугачёва
- Художники-постановщики — Рафаил Казачек, Анатолий Исаенко
- Балетмейстер-постановщик — Борис Моисеев
- Звукорежиссёры — Владимир Гринберг, А. Павлов, В. Ключников, Александр Кальянов
- Художники по свету — Николай Коновалов, Н. Алямовский, Валерий Разин, Н. Бандурин
- Лазерная графика — Николай Мардасов, Валерий Разин
- Художники по костюмам — Аркадий Мамаев, Елена Пелевина, Валерий Ашиков
- Директора программы — Дмитрий Цванг, Эдуард Машкович, Евгений Болдин
- Главный администратор — Олег Непомнящий
- Фотохудожники — Игорь Гранковский, Михаил Шишанов
- Заведующий художественно-постановочной частью — А. Стариков

## Кинофильм
В 1984 году на Мосфильме был запущен в производство кинофильм «Алла», где Пугачёва играла главную роль. В отличие от предыдущего кинофильма с её участием «Женщина, которая поёт» (1978), фильм не имел определённого сюжета и представлял собой музыкальное киноревю — набор клипов и документальных съёмок, освещавших новый этап творчества певицы. Две песни, «Мне судьба такая выпала» и «Канатоходка», вошедшие в кинофильм, были сняты во время концертов «Пришла и говорю» в Ереване в октябре и Москве в ноябре 1984 года. Также в кинофильм вошли документальные кадры репетиций ноябрьских концертов в Москве в СК «Олимпийский». Заключительная песня «Когда я уйду» была снята в Ереване на пустом стадионе «Раздан» после концерта. На завершающей стадии производства кинофильму было присвоено прокатное название «Пришла и говорю». Во всесоюзный кинопрокат фильм вышел 16 сентября 1985 года.
Песни «Только в кино», «Окраина» и «Иван Иваныч», вошедшие в кинофильм, не исполнялись Пугачёвой в концертной программе. Песня «Только в кино» не вошла в альбом «Пришла и говорю», а песня «Иван Иваныч» вошла только в его магнитофонную версию.

## Альбом
Одновременно с выпуском кинофильма в 1985 году предполагалось издание двойного альбома со студийными записями песен из программы «Пришла и говорю». Таким образом, он должен был стать не только студийным вариантом концертной программы, но и саундтреком к кинофильму. Однако издание альбома сильно задержалось и он был выпущен лишь в 1987 году в сокращённом виде: вместо полноценного двойного альбома была выпущена одинарная пластинка.

## Телеверсия
Одновременно с первой премьерой программы вышла в эфир телевизионная версия - музыкальная программа "Встречи с Аллой Пугачевой". В нее вошли следующие композиции:
- Арлекино (фрагменты выступления 1970-х годов и концерт в Сочи)
- Первый шаг (съемки телевидения ГДР)
- Старый дом (ГДР)
- Старинные часы (съемки телевидения Венгерской Народной республики)
- Кукушка (съемки проходили в квартире Пугачевой нв Тверской улице, сейчас в ней живет ее дочь Кристина Орбакайте)
- Я больше не ревную
- Беда ("Я несла свою беду")
- Бумажный змей
- Цыганский хор
- Святая ложь
- Осень
- Айсберг

Также в финале были показаны фрагменты программы "Пришла и говорю". В начале и в конце программы звучал фрагмент песни "Поднимись над суетой".

### Комментарии
1. ↑  Информация взята из сет-листов концертных аудиозаписей программы, опубликованных поклонниками Пугачёвой в интернете.
2. ↑  Информация взята из рекламных программ концертов[1][2][3][4][5][6].